# Francis Magee
Francis Magee (nascut el 7 de juny de 1969) és un actor irlandès, que va interpretar a Liam Tyler en la telenovel·la britànica "Gent del barri" (EastEnders) del 1993 al 1995. També ha aparegut en nombrosos programes de televisió i llargmetratges, com ara Sahara (2005), Layer Cake (2004) i The Calling (2000).

## Carrera
Nascut a Dublín (Irlanda) i criat a l'illa de Man, Magee va treballar com a pescador abans de seguir una carrera com a actor. Magee es va formar a la Poor School de King's Cross de Londres. Durant la dècada de 1980 va ser el cantant de la banda basada a l'illa de Man, Joe Public, i de la banda de lectura Jo Jo Namoza.
Va tenir el paper de Victor Rodenmaar a la sèrie de televisió de Nickelodeon "House of Anubis". Magee també va interpretar a Yoren, membre de Night's Watch, en la primera i segona temporada de Game of Thrones a HBO. Va interpretar al músic electrònic The Orgazoid en un episodi de Peep Show. També va aparèixer a l’anunci de televisió Magners Cider del 2013 Now is a Good Time.
El 2016 va aparèixer a "Men Against Fire", un episodi de la sèrie d'antologia Black Mirror.

## Filmografia
| Any  | Pel·lícula                   | Paper                 | Notes                        |
| ---- | ---------------------------- | --------------------- | ---------------------------- |
| 1995 | The Hurting                  | Wease                 |                              |
| 1998 | Still Crazy                  | Hockney               |                              |
| 1998 | Written in Blood             | Dr McRayer            |                              |
| 2000 | The Calling                  | Carmac                |                              |
| 2000 | Undertaker's Paradise        |                       |                              |
| 2002 | Butterfly Man                | Joey                  |                              |
| 2003 | I'll Sleep When I'm Dead     | Algar / Foreman       |                              |
| 2004 | Crim organitzat              | Paul the Boatman      |                              |
| 2005 | Sahara                       | Fuse Cutter           |                              |
| 2008 | The Crew                     | Dermot                |                              |
| 2009 | The Last Breath              | Paul Kelvin           | Curtmetratge                 |
| 2009 | London River                 | Inspector anglès      |                              |
| 2009 | Perrier's Bounty             | Hank                  |                              |
| 2010 | Cemetery Junction            | Mr. Pearson           |                              |
| 2010 | Brighton Rock                | Pavement Photographer |                              |
| 2011 | If You Have No Place to Cry  | Luis                  | Curtmetratge                 |
| 2013 | Hammer of the Gods           | Ulric the Chronicler  |                              |
| 2014 | El centre d'en Jimmy         | Mossie                |                              |
| 2014 | Glory Days                   | Jake Murphy           |                              |
| 2014 | Good People                  | Ben Tuttrle           |                              |
| 2014 | Blood Cells                  | Cormac                |                              |
| 2014 | Locust                       | Alan Dwyer            | Curtmetratge                 |
| 2016 | Rogue One: A Star Wars Story | Jav Mefran            |                              |
| 2017 | The Last Lighthouse Keeper   | Tom                   | Curtmetratge                 |
| 2017 | Take the Shot                | Don                   | Curtmetratge                 |
| 2017 | Justice League               | Ancient King of Men   |                              |
| 2017 | Bless Me Father              | Michael               | Curtmetratge                 |
| 2018 | The Dig                      | Murphy                |                              |
| 2018 | I Made This for You          | Dad                   |                              |
| 2018 | Winterlong                   | Francis               |                              |
| 2019 | Beasts                       | Arthur                | Curtmetratge                 |
| 2019 | Extinction                   |                       | Curtmetratge                 |
| 2020 | Pedro                        | Comandante Talbot     |                              |
| 2021 | Zack Snyder's Justice League | Ancient King of Men   |                              |
| 2021 | The Tide                     | Skipper               | Curtmetratge; Post-producció |
| 2021 | As A Prelude to Fear         | DCS Barnbrook         | Post-producció               |
| 2021 | My House                     | Don                   | Post-producció               |